# Bye-Good-Bye
「Bye-Good-Bye」（バイグッドバイ）は、BE:FIRSTの楽曲。2作目のCDシングルとして、2022年5月18日にB-MEから発売された。

## 概要
今作『Bye-Good-Bye』は第64回日本レコード大賞の優秀作品賞を受賞した。

## 収録曲

### CD
1. Bye-Good-Bye
2. Betrayal Game
3. Brave Generation
4. Move On(Bonus track)